# Ente di fatto
In diritto, l'ente di fatto o ente non riconosciuto è un complesso organizzato di persone e di beni diretto alla realizzazione di uno scopo (economico o meno) che non ha ottenuto il riconoscimento ed è quindi privo di personalità giuridica ma che ha tuttavia soggettività giuridica secondo le teorie che distinguono i due concetti.
Questi enti hanno acquistato col passare del tempo notevole importanza sul piano giuridico e in quello sociale: basti pensare che organizzazioni come i partiti politici e i sindacati hanno normalmente tale natura giuridica. In effetti, se il mancato riconoscimento priva questi enti della capacità giuridica, li sottrae però anche ai vincoli che l'ordinamento pone agli enti riconosciuti, consentendogli una maggiore libertà di scelta delle modalità organizzative e di azione.
Nell'ordinamento italiano, sono enti di fatto le associazioni non riconosciute e i comitati. Possono essere enti di fatto, così come persone giuridiche, le organizzazioni di volontariato e le organizzazioni non lucrative di utilità sociale (ONLUS), dal 2017 note come 'enti del terzo settore' (ETS).